# 不同的男人
是2024年上映的美国心理黑色幽默电影，由亚伦·施密伯格执导、编剧，賽巴斯汀·斯坦、雷娜特·赖因斯夫、亚当·皮尔森主演，讲述面部患有神經纖維瘤病的演员爱德华通过整形手术改变容貌，但新生活让他过去的不安感和新问题浮现。
2024年1月21日，电影在圣丹斯电影节全球首映，同年2月16日亮相第74屆柏林影展，主演斯坦获最佳主角銀熊獎。同年9月20日在美国上映，由A24发行。电影获得影评人普遍好评，好评点大多集中在斯坦和皮尔逊的表演，以及施密伯格的导演。电影获第97屆奧斯卡金像獎最佳化妆与发型设计奖提名，斯坦获第82届金球奖最佳音樂及喜劇類電影男主角奖。

## 剧情
演员爱德华·勒缪尔患有神經纖維瘤病，面部严重毁容，社交能力严重受损。爱德华的邻居叫英格丽德·沃尔德，是一位颇有抱负的剧作家。爱德华与他情投意合，但始终羞于表达爱意。他私底下做了整容手术，成功恢复正常容貌，对外称自己名叫“盖伊·莫拉茨”，原来的爱德华已经自杀，后续也没有向医生汇报恢复情况。
重获新生的盖伊从事地產代理的工作，生活富足，事业有成。一天，他发现英格丽德在制作外百老匯戏剧《爱德华》，是以他之前的经历来写的。他戴上医生用他原本的脸建模做出的面具，参加演员试镜，在被英格丽德简单问几个问题后，拿下了扮演主角的机会。没过多久，爱德华与英格丽德发生性关系，此时英格丽德还不知道爱德华已经改变身份。排练的时候，他们碰到同样患有神经纤维瘤的男子奥斯瓦尔德，奥斯瓦尔德也想参与这个喜剧。凭借自信和个人魅力，奥斯瓦尔德很快就和剧组成员熟稔起来，爱德华则对奥斯瓦尔德的外向举止感到不安。一天晚上，英格丽德让爱德华在做爱的时候戴上面具，爱德华有点犹豫一下才答应，英格丽德突然笑了起来，说“别了，太渗人”。
英格丽德和奥斯瓦尔德关系越来越密。爱德华记不住台词后，英格丽德改让奥斯瓦尔德担任主角，根据奥斯瓦尔德反馈重写了剧本。这部剧大获成功，奥斯瓦尔德的表演获得如潮好评。与此同时，爱德华的心理状况开始恶化，开始跟踪奥斯瓦尔德，又戴上面具扮演奥斯瓦尔德，结果因为外貌吓人，被房地产公司解雇。一天晚上，爱德华闯入戏剧舞台，攻击了奥斯瓦尔德。打斗过程中，布景掉了下来，砸在爱德华身上，砸断了双手双脚。养伤的时候，爱德华回到以前住过的公寓，英格丽德和奥斯瓦尔德住在隔壁，两人正把《爱德华》改编成电影，由迈克尔·珊农担任主演。一天晚上，爱德华的物理治疗师对奥斯瓦尔德表示厌恶后，爱德华刺伤了他，被判入狱。
多年后，年迈的爱德华与奥斯瓦尔德重逢，与奥斯瓦尔德和英格丽德共进晚餐。奥斯瓦尔德和英格丽德已经结为夫妻，成为颇有名气的创作二人组，目前正计划到加拿大的公社过退休生活。两人透露，《爱德华》的电影改编作失败了，不过他们本来就对这部戏剧不屑一顾。侍应过来给他们点菜，爱德华点菜时候犯了难，奥斯瓦尔德说爱德华一点也没变。

## 演员
- 賽巴斯汀·斯坦 饰 爱德华（Edward）
- 雷娜特·赖因斯夫（英语：Renate Reinsve） 饰 英格丽德（Ingrid）
- 亚当·皮尔森（英语：Adam Pearson (actor)） 饰 奥斯瓦尔德（Oswald）
- C·梅森·维尔斯（英语：C. Mason Wells） 饰 卡尔（Carl）
- 欧文·克莱恩（英语：Owen Kline） 饰 尼克（Nick）
- 查理·科斯莫 饰 罗恩·贝尔彻（Ron Belcher）
- 王沛智（英语：Patrick Wang） 饰 导演
- 迈克尔·珊农 饰 自己

## 制片
电影于2022年6月公布，消息指亚伦·施密伯格负责执导、编剧，賽巴斯汀·斯坦、雷娜特·赖因斯夫、亚当·皮尔森主演，克里斯婷·瓦陈、凡妮莎·麦克唐纳和加布里埃尔·迈耶斯担任制片人。
主体拍摄于2022年7月在纽约启动，历时22天，取景地包括东村、上西城和布鲁克林区。

## 发行
2024年1月21日，电影在圣丹斯电影节全球首映。入选第74屆柏林影展主竞赛单元，2024年2月16日放映。2024年4月3日，在新导演/新电影节放映。电影于2024年9月20日在美国上映。此外还入选2024年孟买电影节世界电影单元。

## 反响

### 专业评价
根据評論匯總网站爛番茄汇总的178篇评论文章，93%的评论家给予该作正面评价，平均打分为7.6分（满分10分）。该网站总结的评论家共识是“《不同的男人》超现实而又令人不安，它以大胆、挑衅的方式处理严肃主题，克服了偶尔出现的脆弱叙事把握。” 在Metacritic上，44位影評人共給予了78分的分數（滿分100分），這部電影獲得了「普遍好評」。
电影入选2024年美国国家评论协会奖年度10大独立电影榜单，位列英国《视与听》杂志2024年年度50大电影榜单第21名。

### 奖项
| 大奖                 | 颁奖日期       | 奖项                           | 获得者                                                                          | 结果 | 参考          |
| -------------------- | -------------- | ------------------------------ | ------------------------------------------------------------------------------- | ---- | ------------- |
| 棕榈泉国际电影节     | 2024年1月4日   | 值得关注的导演                 | 亚伦·施密伯格                                                                   | 獲獎 | [ 17 ]        |
| 柏林国际电影节       | 2024年2月25日  | 金熊奖                         | 亚伦·施密伯格                                                                   | 提名 | [ 18 ]        |
| 柏林国际电影节       | 2024年2月25日  | 最佳主角銀熊獎                 | 賽巴斯汀·斯坦                                                                   | 獲獎 | [ 19 ]        |
| 錫切斯電影節         | 2024年10月13日 | 最佳影片                       | 《不同的男人》                                                                  | 提名 | [ 20 ] [ 21 ] |
| 錫切斯電影節         | 2024年10月13日 | 最佳剧本                       | 亚伦·施密伯格                                                                   | 獲獎 | [ 20 ] [ 21 ] |
| 萨凡纳电影节         | 2024年11月2日  | 特立独行奖                     | 賽巴斯汀·斯坦                                                                   | 獲獎 | [ 22 ]        |
| 哥谭奖               | 2024年12月2日  | 最佳影片                       | 亚伦·施密伯格、克里斯婷·瓦陈、凡妮莎·麦克唐纳、加布里埃尔·迈耶斯                | 獲獎 | [ 23 ] [ 24 ] |
| 哥谭奖               | 2024年12月2日  | 最佳配角演出                   | 亚当·皮尔森                                                                     | 提名 | [ 23 ] [ 24 ] |
| 國家評論協會         | 2024年12月4日  | 年度10大独立电影               | 《不同的男人》                                                                  | 獲獎 | [ 25 ]        |
| 洛杉磯影評人協會     | 2024年12月8日  | 最佳配角表演                   | 亚当·皮尔斯                                                                     | 亚军 | [ 26 ]        |
| 芝加哥影评人协会     | 2024年12月11日 | 最佳男配角                     | 亚当·皮尔斯                                                                     | 提名 | [ 27 ]        |
| 纽约在线影评人协会   | 2024年12月16日 | 最佳男主角                     | 賽巴斯汀·斯坦                                                                   | 提名 | [ 28 ]        |
| 都柏林影评人协会     | 2024年12月19日 | 最佳男主角                     | 賽巴斯汀·斯坦                                                                   | 季军 | [ 29 ]        |
| 佛罗里达影评人协会   | 2024年12月20日 | 最佳男配角                     | 亚当·皮尔斯                                                                     | 提名 | [ 30 ]        |
| 纽约大西部影评人协会 | 2025年1月4日   | 最佳原创剧本                   | 亚伦·施密伯格                                                                   | 提名 | [ 31 ]        |
| 纽约大西部影评人协会 | 2025年1月4日   | 最具突破导演                   | 亚伦·施密伯格                                                                   | 提名 | [ 31 ]        |
| 金球獎               | 2025年1月5日   | 最佳音樂及喜劇類電影男主角     | 賽巴斯汀·斯坦                                                                   | 獲獎 | [ 32 ]        |
| 波特兰影评人协会     | 2025年1月14日  | 最佳喜剧片                     | 《不同的男人》                                                                  | 獲獎 | [ 33 ]        |
| 评论家选择电影奖     | 2025年1月26日  | 最佳化妝與髮型設計             | 麦克·马里诺、莎拉·格拉尔曼（Sarah Graalman）、亚伦·索西尔（Aaron Saucier）      | 提名 | [ 34 ]        |
| 美国选角协会         | 2025年2月12日  | 最佳商业片或独立片（喜剧）选角 | 玛丽贝斯·福斯（Maribeth Fox）、金伯利·奥斯特罗伊（Kimberly Ostroy）             | 提名 | [ 35 ]        |
| 化妆发型师工会       | 2025年2月15日  | 最佳长片特效化妆               | 麦克·马里诺、大卫·普雷斯托（David Presto）、克丽丝特尔·朱纳多（Crystal Junado） | 提名 | [ 36 ]        |
| 獨立精神獎           | 2025年2月22日  | 最佳配角演出                   | 亚当·皮尔森                                                                     | 提名 | [ 37 ]        |
| 獨立精神獎           | 2025年2月22日  | 最佳剧本                       | 亚伦·施密伯格                                                                   | 提名 | [ 37 ]        |
| 第97屆奧斯卡金像獎   | 2025年3月2日   | 佳化妆与发型设计               | 麦克·马里诺、大卫·普雷斯托、克丽丝特尔·朱纳多                                   | 待定 | [ 38 ]        |